# Sérigny (Viena)
Sérigny és un municipi francès situat al departament de la Viena i a la regió de la Nova Aquitània. L'any 2007 tenia 298 habitants.

## Demografia

### Població
El 2007 la població de fet de Sérigny era de 298 persones. Hi havia 131 famílies de les quals 45 eren unipersonals (41 homes vivint sols i 4 dones vivint soles), 53 parelles sense fills i 33 parelles amb fills.
La població ha evolucionat segons el següent gràfic:
Habitants censats

### Habitatges
El 2007 hi havia 197 habitatges, 138 eren l'habitatge principal de la família, 39 eren segones residències i 20 estaven desocupats. Tots els 197 habitatges eren cases. Dels 138 habitatges principals, 122 estaven ocupats pels seus propietaris, 10 estaven llogats i ocupats pels llogaters i 5 estaven cedits a títol gratuït; 2 tenien una cambra, 7 en tenien dues, 19 en tenien tres, 30 en tenien quatre i 79 en tenien cinc o més. 110 habitatges disposaven pel capbaix d'una plaça de pàrquing. A 63 habitatges hi havia un automòbil i a 64 n'hi havia dos o més.

### Piràmide de població
La piràmide de població per edats i sexe el 2009 era:
| Homes | Edats   | Dones |
| ----- | ------- | ----- |
| 0     | 95 o +  | 0     |
| 0     | 90 a 94 | 8     |
| 8     | 85 a 89 | 0     |
| 4     | 80 a 84 | 8     |
| 12    | 75 a 79 | 4     |
| 12    | 70 a 74 | 16    |
| 16    | 65 a 69 | 16    |
| 20    | 60 a 64 | 12    |
| 4     | 55 a 59 | 12    |
| 16    | 50 a 54 | 8     |
| 16    | 45 a 49 | 8     |
| 8     | 40 a 44 | 4     |
| 12    | 35 a 39 | 8     |
| 8     | 30 a 34 | 20    |
| 8     | 25 a 29 | 8     |
| 4     | 20 a 24 | 4     |
| 4     | 15 a 19 | 8     |
| 16    | 10 a 14 | 4     |
| 8     | 5 a 9   | 12    |
| 4     | 0 a 4   | 12    |

## Economia
El 2007 la població en edat de treballar era de 164 persones, 116 eren actives i 48 eren inactives. De les 116 persones actives 106 estaven ocupades (60 homes i 46 dones) i 10 estaven aturades (2 homes i 8 dones). De les 48 persones inactives 17 estaven jubilades, 17 estaven estudiant i 14 estaven classificades com a «altres inactius».

### Ingressos
El 2009 a Sérigny hi havia 135 unitats fiscals que integraven 296 persones, la mediana anual d'ingressos fiscals per persona era de 13.749 €.

### Activitats econòmiques
Dels 16 establiments que hi havia el 2007, 5 eren d'empreses de construcció, 6 d'empreses de comerç i reparació d'automòbils, 1 d'una empresa d'hostatgeria i restauració, 3 d'empreses financeres i 1 d'una empresa immobiliària.
Dels 4 establiments de servei als particulars que hi havia el 2009, 1 era un paleta i 3 fusteries.
L'únic establiment comercial que hi havia el 2009 era una adrogueria.
L'any 2000 a Sérigny hi havia 41 explotacions agrícoles que ocupaven un total de 2.184 hectàrees.

## Equipaments sanitaris i escolars
El 2009 hi havia una escola elemental integrada dins d'un grup escolar amb les comunes properes formant una escola dispersa.

## Poblacions més properes
El següent diagrama mostra les poblacions més properes.